# Garry C. Dean

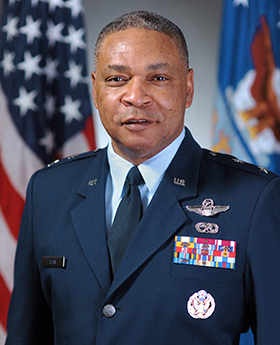
Garry C. Dean (2012)

Garry C. Dean (* um 1956) ist ein pensionierter Generalmajor der United States Air Force. Er war unter anderem Kommandeur der 1. Luftflotte (First Air Force).
Im Jahr 1978 absolvierte er die United States Air Force Academy in Colorado Springs. Nach seiner Graduation wurde er als Leutnant in das Offizierskorps der Air Force aufgenommen. In der Folge durchlief er alle Offiziersgrade vom Leutnant bis zum Zwei-Sterne-General.
Im Lauf seiner militärischen Karriere absolvierte er verschiedene Kurse und Schulungen. Dazu gehörten unter anderem eine Ausbildung zum Kampfpiloten und weitere Fortbildungskurse als Pilot neuer Flugzeugtypen; die United States Air Force Safety School auf der Norton Air Force Base in Kalifornien; die Aircraft Maintenance and Munitions Officer School auf der Chanute Air Force Base in Illinois; das Air Command and Staff College und das Air War College, beide auf der Maxwell Air Force Base in Alabama; der Air National Guard Financial Management Orientation Course in Atlanta und der Joint Task Force Commander's Course auf der Peterson Air Force Base in Colorado. Im weiteren Verlauf folgten weitere Kurse und Schulungen, dazu gehörten der CAPSTONE Course an der National Defense University in Fort Lesley J. McNair in Washington, D.C.; der Joint Department of Defense Course in Fort Belvoir in Virginia; der Combined Force Air Component Commander Course, der wieder auf der Maxell AFB stattfand; und das Senior Executive Seminar beim George C. Marshall Europäisches Zentrum für Sicherheitsstudien in Garmisch-Partenkirchen. Außerdem erhielt er einen akademischen Grad von der Harvard University.
In seinen frühen Jahren als Offizier der Luftwaffe war er auf verschiedenen Stützpunkten stationiert. Dabei war er als Pilot, Flugausbilder oder Stabsoffizier bei unterschiedlichen Einheiten tätig. Dazwischen absolvierte er die erwähnten Schulungen. Zwischen März 1984 und September 1985 war er als Pilot der 12. Taktischen Kampfstaffel (12th Tactical Fighter Squadron) auf der Kadena Air Base in Japan stationiert.
In den folgenden Jahren setzte er seine Laufbahn in den Vereinigten Staaten fort. Im Oktober 1997 wurde er nach Portland in Oregon versetzt, wo er in unterschiedlichen Funktionen bis zum Januar 2003 bei Lufteinheiten der Oregon National Guard verblieb. Zwischen Oktober 1997 und Oktober 1998 kommandierte er dort als Oberstleutnant die 142nd Aircraft Generation Squadron. Danach übernahm er das Kommando über die 123. Kampfstaffel (123rd Fighter Squadron), das er bis zum Januar 2000 innehatte. Dann war er bis zum Januar 2001 stellvertretender Kommandeur des 142. Kampfgeschwaders (142nd Fighter Wing). Seine letzte Mission in Portland war die des Kommandeurs dieses Geschwaders. Diesen Posten bekleidete er bis zum Januar 2003.
Von Januar 2003 bis zum Juli 2006 leitete Garry Dean die Stabsabteilung für Operationen im Hauptquartier der Luftstreitkräfte der Nationalgarde von Oregon in Salem (State Director of Operations, Joint Force Headquarters - Air, Salem, Oregon). Danach war er als Assistent Adjutant General – Air weiterhin Mitglied im Stab der Luftabteilung der Nationalgarde von Oregon. Gleichzeitig war er als Air National Guard Assistant to the Commander Stabsoffizier bei der 1. Luftflotte, die auf der Tyndall Air Force Base in Florida stationiert war. Dabei nahm er beratende Aufgaben gegenüber dem Kommandeur dieser Luftflotte in Fragen der Luftstreitkräfte der Nationalgarden wahr. Zwischen Februar 2008 und November 2009 war Garry Dean stellvertretender Generalinspekteur der Luftwaffe in deren Hauptquartier in Washington, D.C.
Am 12. November 2009 übernahm er auf der Tyndall Air Force Base in Florida als Nachfolger von Henry C. Morrow das Kommando über die 1. Luftflotte, die hauptsächlich aus Geschwadern verschiedener Nationalgarden besteht. Gleichzeitig kommandierte er das dortige regionale Kontrollzentrum des North American Aerospace Defense Command (NORAD). Diese Aufgaben bekleidete er bis zum 31. August 2011 als Stanley E. Clarke III seine Nachfolge antrat. Seine nächste Mission führte ihn nach Neapel in Italien. Dort leitete er zwischen Oktober 2011 und Oktober 2013 die Stabsabteilung für Operationen beim Allied Joint Force Command Naples (Deputy Chief of Staff for Operations, Allied Joint Forces Command, Naples, Italy). Im November 2013 wurde er Stabsoffizier (Special Assistant to the Chief) beim National Guard Bureau. Diese Aufgabe nahm er bis zu seiner Pensionierung am 6. Dezember 2015 wahr.
Während seiner aktiven Zeit als Militärpilot absolvierte er über 4000 Flugstunden auf verschiedenen Flugzeugtypen.

## Daten der Beförderungen
| Abzeichen | Rang               | Jahr             |
| --------- | ------------------ | ---------------- |
|           | Second Lieutenant  | 31. Mai 1978     |
|           | First Lieutenant   | 31. Mai 1980     |
|           | Captain            | 31. Mai 1982     |
|           | Major              | 31. Mai 1992     |
|           | Lieutenant Colonel | 30. Juli 1996    |
|           | Colonel            | 6. Oktober 2000  |
|           | Brigadier General  | 31. Mai 2006     |
|           | Major General      | 5. Dezember 2008 |

## Orden und Auszeichnungen
Garry Dean erhielt im Lauf seiner militärischen Laufbahn unter anderem folgende Auszeichnungen:
- Air Force Distinguished Service Medal
- Legion of Merit
- Meritorious Service Medal
- Air Force Commendation Medal
- Air Force Achievement Medal
- Air Force Outstanding Unit Award
- Combat Readiness Medal
- National Defense Service Medal
- Armed Forces Expeditionary Medal
- Global War on Terrorism Service Medal